# Ниске Земље
Ниске Земље (хол. Lage Landen) или Низоземске (хол. Nederlanden), односно Низоземска (хол. Nederland) у историјском смислу, израз је који се у историји употребљавао за земље у доњем току, односно делти ријека Рајне, Шелде и Мезе, а што је подручје које данас покрива савремене државе Холандију, Белгију, Луксембург и дијелове сјеверне Француске и западне Њемачке. Углавном се користио у касном средњем вијеку и раном новом вијеку прије формирања савремених националних држава.
Област је у историјском смислу своје коријене имала у Средњој Франачкој, односно Доњој Лотарингији. Након распада тог ентитета, области историјске Низоземске су пале под власт разних моћних сусједа. Биле су познате као Бургундијска Низоземска, потом Хабзбуршка Низоземска и Уједињених седамнаест провинција. Касније је јужни дио био познат као Шпанска Низоземска и Аустријска Низоземска, а сјеверни као Низоземска република. Политичко јединство тих земаља је накратко постојало у 16. вијеку, а на почетку 19. вијека као Уједињено Краљевство Низоземске.
Данас се за то подручје користи израз „Бенелукс”. Израз „Низоземска” може да се односи и само на Холандију.